# Covenantaire
Pour les articles homonymes, voir Covenant.
 (novembre 2020).
Si vous disposez d'ouvrages ou d'articles de référence ou si vous connaissez des sites web de qualité traitant du thème abordé ici, merci de compléter l'article en donnant les références utiles à sa vérifiabilité et en les liant à la section « Notes et références ».
 (novembre 2020).

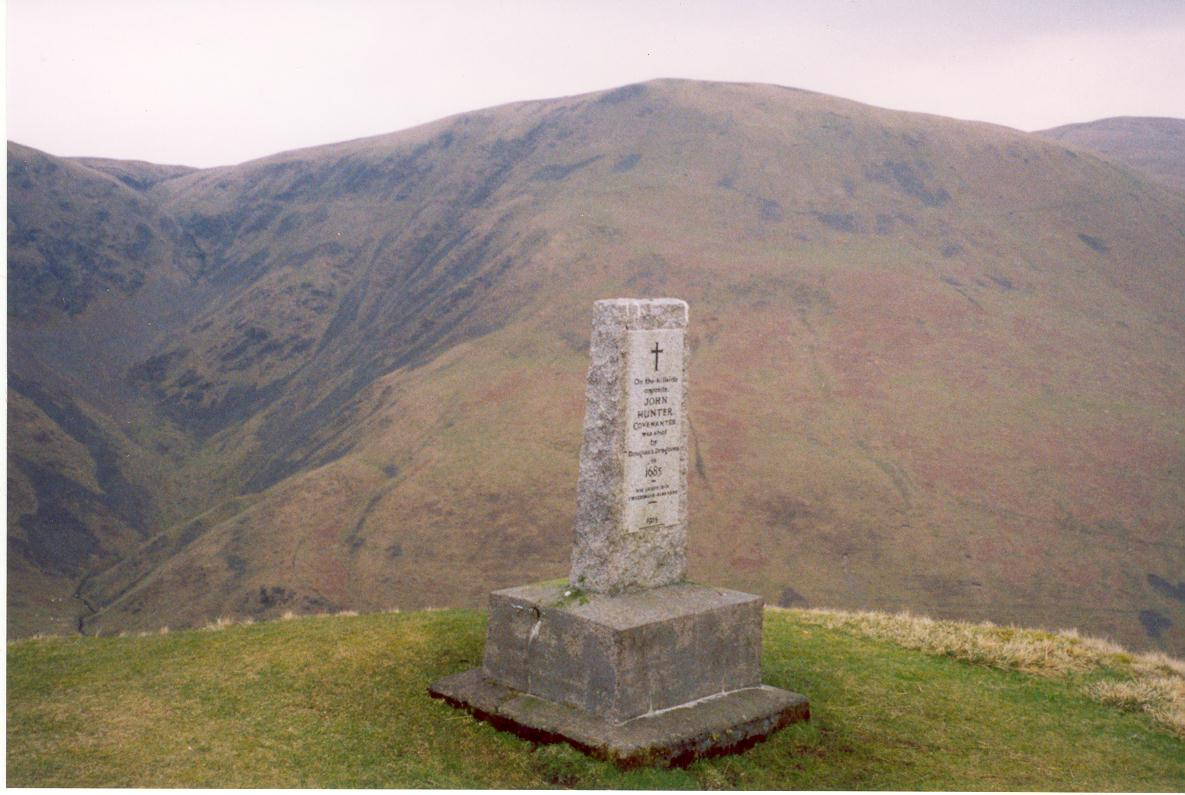
Monument au covenantaire John Hunter, au Devil's Beef Tub.

Les Covenantaires formèrent un important mouvement religieux et politique en Écosse au XVIIe siècle. Du point de vue religieux, ce mouvement s'attacha surtout à promouvoir et à développer le presbytérianisme, et à en faire une forme de gouvernement souhaitée par le peuple, en opposition avec l'épiscopalisme, qui avait les faveurs de la couronne. Du point de vue politique, ce mouvement vit d'importantes évolutions du caractère et du fonctionnement du Parlement écossais, qui commença à se démarquer progressivement de ses origines médiévales. Dans son ensemble, ce mouvement était essentiellement conservateur dans le ton, mais il amorça une révolution qui embrasa l'Écosse, l'Angleterre et l'Irlande, et qui fut appelée les guerres des Trois Royaumes.
Le nom « Covenantaire » provient de « covenant », qui est un mot de l'ancien français, passé dans le moyen anglais, qui signifiait à l'origine « convention, chose convenue », et qui désigna, dans la loi anglaise, un accord formel, une promesse solennelle. En Écosse, le terme prit le sens biblique d'« Alliance » ou de « Promesse ». Le premier engagement de ce genre fut signé par les Écossais de toutes les classes, en 1588, lorsque l'Invincible Armada de Philippe II d'Espagne menaçait l'Angleterre et la Réforme. Il contenait une profession de foi protestante, une réprobation de l'Église romaine et un serment de défense mutuelle et d'union. L'échec de l'invasion espagnole rendit cette confédération sans objet. Au siècle suivant, le National Covenant de 1638, qui prit comme base des documents précédents du même genre, était surtout intéressé à préserver la Réforme écossaise de toute innovation issue de la couronne anglaise. Son document jumeau de 1643, Solemn League and Covenant, se préoccupait également de religion, même s'il s'agissait principalement d'un traité d'alliance entre les Covenantaires d'Écosse et le Parlement d'Angleterre, soucieux de se soutenir lors de leur opposition au roi Charles Ier pendant la Première Révolution anglaise.  

## Les congrégations et les rois
Les covenantaires sont ainsi nommés, car ils se lièrent par des engagements, ou des covenants, à maintenir la Réforme protestante en Écosse. Lorsqu'en décembre 1557, les Réformateurs se retrouvèrent aux prises avec le gouvernement écossais, dirigé à l'époque par Marie de Guise, reine-régente catholique, un certain nombre de seigneurs adhérèrent à un pacte solennel ou à un covenant, s'engageant à ce que la Congrégation du Christ s'unît pour se défendre contre la Congrégation de Satan. En tant que type d'association, il s'agissait d'une forme embryonnaire, mais il s'inspirait néanmoins des pactes d'assistance mutuelle contenus dans les anciens accords de vassalité.
Plus tard, en 1581, Jacques VI, pour tenter de désarmer les critiques qui soulignaient l'influence croissante des catholiques à la cour, signa un document qui allait être connu sous le nom de Covenant du roi ou de Confession négative. Basé sur la Confession de foi de 1560, il dénonce sans concession le pape et les doctrines de l'Église catholique. Ce document, qui n'eut qu'un impact limité à l'époque, ne révéla son importance que bien plus tard, lorsqu'il fut incorporé en entier dans le premier véritable covenant national de 1638.

## Évêques et rois

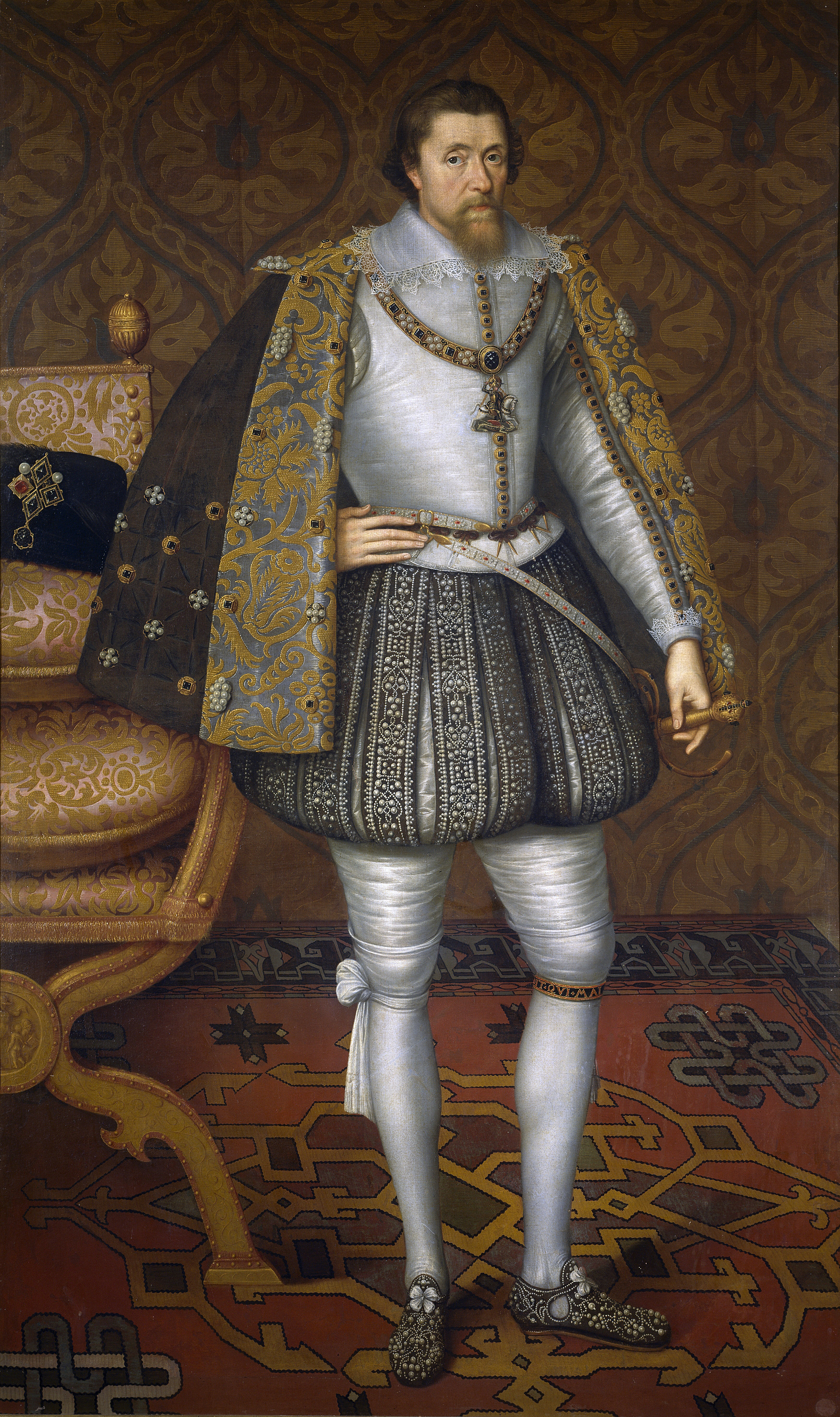
Jacques VI d'Écosse (Jacques Ier d'Angleterre) tenta d'imposer l'Église anglicane en Écosse

La Réforme écossaise de 1560 avait soulevé autant de problèmes qu'elle en avait résolu. L'autorité du pape avait bien pu disparaître, le statut et la structure exacts de la nouvelle église restèrent pendant bien longtemps indéterminés. Dans les années 1580, deux partis distincts étaient apparus, l'un favorisant le presbytérianisme, l'autre l'épiscopalisme. De façon générale, et faute de meilleurs termes, le premier peut être décrit comme le 'parti de l'Église', ayant à sa tête Andrew Melville, et l'autre le 'parti de la cour', dirigé par le roi lui-même. Pour Melville, les évêques ne possédaient aucune autorité en matière d'Écritures, alors que, pour Jacques, ils étaient des agents essentiels du pouvoir royal. Avant l'Union des Couronnes de 1603, il y eut des occasions où l'un des partis prévalait au détriment de l'autre, dans ce qui avait toutes les apparences d'une lutte politique acharnée. Mais, finalement, ce fut Jacques qui l'emporta sur Melville et ses alliés. Au début du XVIIe siècle, Jacques était parvenu à introduire des évêques aussi bien au Parlement qu'au niveau diocésain. Son triomphe fut complet lorsque Melville fut banni à vie d'Écosse.
Il faut souligner que cette lutte avait peu à voir, si tant est qu'il y eût une relation, avec les formes particulières de culte de l'Église d'Écosse, qui demeurait calviniste autant sous ses dehors presbytériens qu'épiscopaliens. En revanche, elle était, à tous les points de vue, différente de la Haute Église anglicane, qui était de plus en plus préférée dans l'Église d'Angleterre post-élisabéthaine. Ce fut lorsque le roi tenta de pousser les Écossais dans cette très dangereuse direction que les problèmes apparurent.
Jacques aurait pu réussir à créer une couronne britannique unifiée, si son ambition de créer un État britannique uni n'avait échoué dès les premières étapes à cause de l'intransigeance des deux Parlements nationaux. Mais à défaut d'État britannique, il aurait pu y avoir au moins une Église britannique, car c'était là, dans le domaine religieux, que la prérogative royale était la moins restreinte. Comment un tel modèle devait être défini ? Pour Jacques, la réponse fut immédiate et évidente. En Angleterre, la Réforme anglaise avait été un processus, dirigé par l'État, demeuré partiel, ce qui avait permis la continuation de nombreuses pratiques catholiques anciennes. L'église anglaise était avant tout le miroir de la majesté de la couronne. Les évêques anglais pouvaient parfois être des clients difficiles, mais jamais aussi gênants que Melville et ses associés, dont les prêches étaient de temps à autre pas simplement mal avisés mais subversifs. Leurs vêtements sacerdotaux et de cérémonie étaient bien plus décents que la tenue ordinaire écossaise. Seule visite qu'il effectua après l'Union des Couronnes, Jacques se rendit brièvement en Écosse en 1617, comme s'il procédait à une sorte d'expédition missionnaire, amenant avec lui William Laud, alors doyen de Gloucester, pour montrer aux Écossais combien pouvait être splendide le spectacle de la religion. Il venait également dans le nord pour une tâche connexe supplémentaire : introduire un certain nombre d'innovations, qui allaient au-delà de simples questions d'administration de l'Église, et dont la couronne s'était jusque-là occupé.

## Articles
Allant contre les vœux mêmes de John Spottiswoode, archevêque de St. Andrews, qui expliquait que le moment n'était pas venu pour des innovations, Jacques pressa l'Église écossaise réticente d'adopter cinq nouvelles cérémonies : le baptême privé, la communion privée pour les malades, l'agenouillement pendant la communion, l'observance lors des principales fêtes religieuses, et la confirmation des enfants. L'assemblée générale de l'Église, qui se tint à St Andrews, accueillit ces innovations avec si peu d'enthousiasme, que le roi exhorta de façon explicite les membres de l'Église à réfléchir de nouveau, et convoqua une nouvelle assemblée à Perth en 1618. Cette fois, il obtint ce qu'il voulait mais de mauvaise grâce. Les « Cinq Articles de Perth », ainsi qu'ils furent appelés, furent ratifiés par le Parlement en 1621, mais seulement après beaucoup de pressions. Il n'était pas encore vrai de dire que l'avis de la monarchie n'était partagé par personne, mais pour la première fois depuis de nombreuses années, la situation était bien proche de cette dangereuse position.
Jacques possédait une particularité qui le sauvait : si la théorie l'enivrait, la pratique le dessoûlait. Quand il apprit l'ampleur de l'opposition aux Cinq Articles, particulièrement l'agenouillement à la communion, il ne tenta pas de s'assurer que ces articles fussent uniformément appliqués, tout en refusant de revenir sur ses décisions. En d'autres termes, la manière de pratiquer devint une affaire de choix personnel. De tous les points de vue, la situation était loin d'être satisfaisante, et, lorsque Jacques mourut le 27 mars 1625, la plume ne gouverna plus l'Écosse aussi facilement qu'avant.
Jacques ne créa ni Église unifiée, ni État unifié : il ne fit qu'unir des processus politiques disparates de l'Angleterre et de l'Écosse, avec la complication supplémentaire de l'Irlande coloniale. Une chose plus grave était apparue : une opposition sourde à la politique royale, autant en Angleterre qu'en Écosse. D'un côté, les puritains anglais, bien qu'étouffés à l'intérieur d'une Église de plus en plus arminienne, conservaient une place importante. De l'autre les presbytériens écossais dissidents avaient retrouvé un nouveau souffle grâce sans doute au roi lui-même et à son introduction maladroite des Cinq Articles dans une Église, qui donnait tous les signes d'avoir accepté le gouvernement épiscopalien comme un fait établi. Jacques légua à son successeur des problèmes politiques et religieux dignes du roi Salomon. Mais au lieu de Salomon, la Grande-Bretagne eut Charles Ier d'Angleterre.

## Les livres
À part quelques courtisans écossais à Londres, la plupart des hommes importants du royaume n'avaient jamais vu Charles Ier avant son couronnement à Édimbourg en 1633, huit ans après son accession au trône. Les soupçons et les craintes qu'il avait suscités par son précédent « Acte de Révocation », qui menaçait de priver les nobles de toutes les terres ecclésiastiques qu'ils avaient obtenues depuis la Réforme, s'accrurent après son départ. Comme son père, il était venu en Écosse accompagné de William Laud, alors évêque de Londres et bientôt archevêque de Cantorbéry. Des services religieux furent célébrés à Holyrood et à la cathédrale saint-Gilles selon le rite anglican, qui était en train d'être affiné, embelli et amélioré par Laud et ses amis arminiens. Pour le roi, il s'agissait simplement de présenter un exemple du culte, mais pour beaucoup cela fut considéré comme une provocation. Pour Charles, l'Église écossaise offrait un médiocre aspect comparé à sa cousine anglaise. Il n'avait pas du tout compris que c'était du moins une Église nationale, le seul moyen d'expression laissé à un pays en danger d'être submergé par une politique exclusivement anglaise, exercée depuis l'Union des Couronnes. Après avoir menacé les droits de propriété de la classe terrienne, et jeté des doutes sur l'enseignement de l'Église écossaise, Charles entreprit de saper ce qui restait du pouvoir politique de l'aristocratie, en remettant petit à petit aux évêques les pouvoirs principaux du pays.

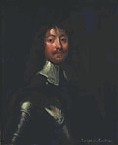
James Graham, 5e comte de Montrose, et d'autres chefs covenantaires furent exclus du Conseil privé écossais.

À partir du milieu des années 1630, Charles attribua les places du Conseil privé d'Écosse, l'autorité exécutive du pays, à des évêques. En 1635, John Spottiswoode fut nommé chancelier, la plus haute fonction politique du pays. Pour la première fois, depuis bien avant la Réforme, un ecclésiastique remplissait cette fonction. Beaucoup de nobles, parmi lesquels le comte de Montrose, dont le père avait tenu cette fonction pendant plus de vingt ans, avaient espéré cette position, et se retrouvèrent écartés, frustrés et impuissants. En fait, Charles avait mis en place un Conseil privé qui ne reflétait plus l'équilibre des pouvoirs du pays, et qui, de plus, était profondément divisé entre les intérêts cléricaux et séculiers. John Stewart, comte de Traquair et Lord Trésorier était mécontent de la puissance grandissante des évêques, les voyant comme une menace de sa propre autorité. D'autres, comme en particulier Archibald Campbell, Lord Lorne, à la tête du plus puissant clan d'Écosse, n'aimèrent ni ne firent confiance à leurs collègues ecclésiastiques. Tout se passa pourtant bien tant que le Conseil n'eut à traiter que des questions ordinaires d'administration. Les réels problèmes apparurent quand il dut faire face à des crises exceptionnelles. 
Jacques n'avait fait faire à l'Écosse qu'une part du chemin vers une Église britannique unifiée. Charles décida qu'il était temps de mener l'affaire plus loin. Avec un aplomb, fait d'arrogance et de cécité politique, il ne prépara absolument pas cette étape fatale, si ce n'est en insistant qu'elle devait être accomplie. C'est dans les pires circonstances possibles, après s'être aliéné pratiquement toutes les opinions politiques, en dehors du parti épiscopal, et sans même consulter son propre Conseil privé, qu'il publia en 1635 une ordonnance royale autorisant la publication l'année suivante d'un nouvel ensemble de règles cléricales, le Livre des Canons. Ces nouvelles règles commençaient en insistant sur la suprématie royale sur l'Église d'Écosse, et, dans une des plus remarquables affirmations de cette suprématie, il était demandé à l'Église d'accepter, sans l'avoir vu, un nouveau livre de liturgie pour remplacer le Book of Common Order, en usage depuis la Réforme.

## La liturgie de Laud

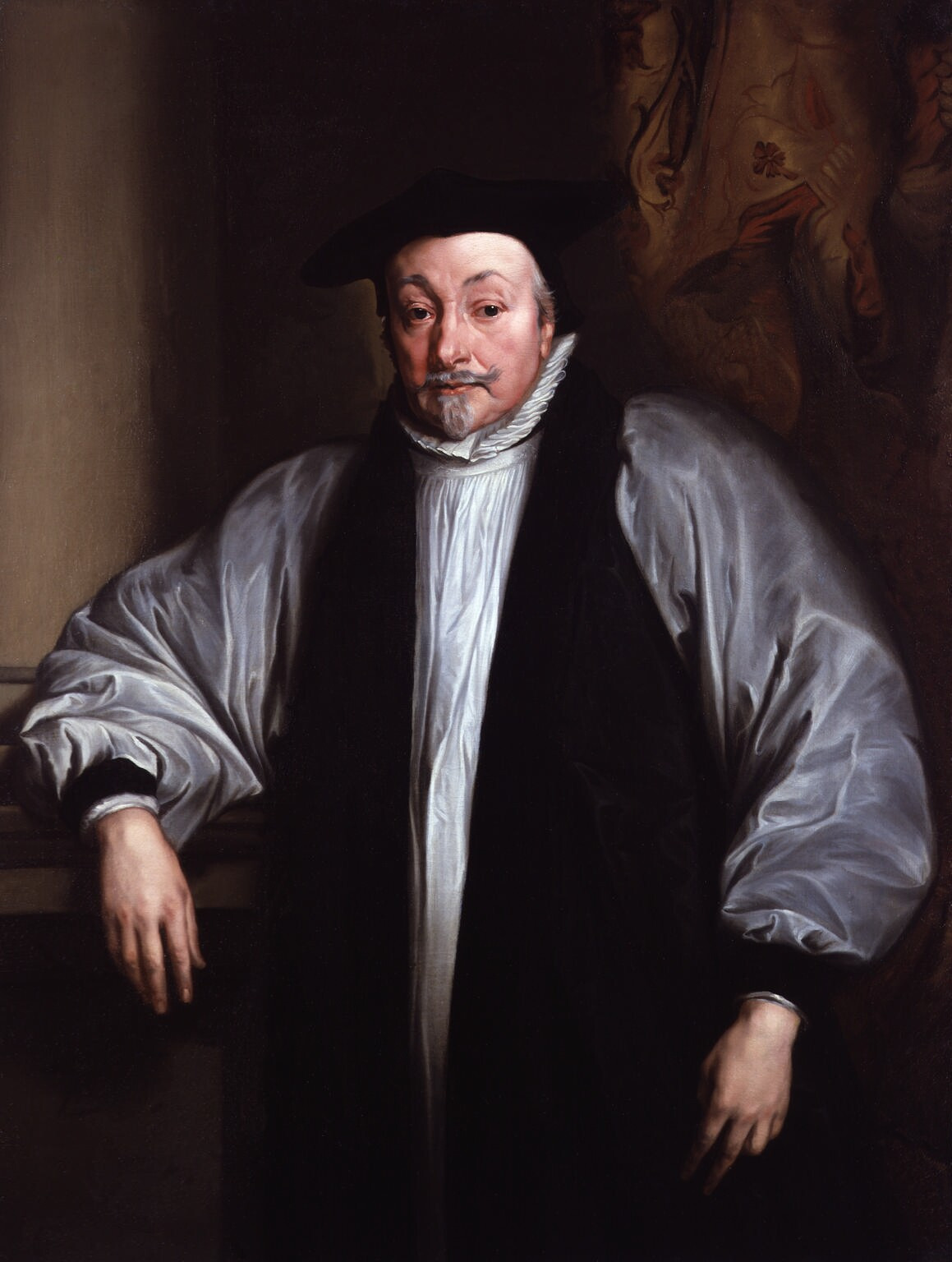
William Laud

Ce livre d'office allait être connu par ses contemporains et pour les siècles suivants sous le nom de Liturgie de Laud. Cela semblerait psychologiquement approprié, dans le sens où cela exprime un profond sentiment de frustration nationale devant l'arrogance royale et anglicane. En réalité, ce livre était l'œuvre d'un comité d'évêques écossais, soucieux de ne pas offenser les sensibilités de la nation, ce que n'aurait pas manqué de provoquer l'usage direct du Livre de prières anglais, qui était la solution préférée de Laud. Spottiswoode, et au moins quelques-uns de ses collègues, étaient bien plus sensibles à l'opinion écossaise qu'on a pu souvent le supposer. Malgré tout, la situation dans laquelle ce livre d'office fut conçu ne pouvait être pire, ce qui conduisit à toutes sortes de rumeurs exagérées au sujet de son contenu. D'humeur craintive, le Conseil privé réussit à retarder la première lecture du livre à l'été 1637, mais, le roi insistant, le Conseil décréta finalement qu'il serait lu le dimanche 23 juillet 1637, sans doute le jour le plus désastreux de l'histoire britannique.
Ce dimanche en question, la cathédrale Saint-Gilles était pleine de monde. Parmi la congrégation, plusieurs femmes de service étaient assises sur des tabourets à trois pieds, gardant la place de leurs maîtresses. Pour montrer leur soutien au livre de prières, les membres du Conseil privé étaient aussi présents, avec quelques exceptions de mauvais augure : Traquair dit qu'il avait pris un engagement préalable, et Lord Lane invoqua la maladie. Quand le doyen, John Hanna, apparut, portant un livre de cuir brun, le murmure commença. Dès qu'il commença à lire, beaucoup de personnes, conduites par les femmes de service, élevèrent la voix en signe de protestation. Un tabouret aurait été jeté vers l'infortuné Hanna par une femme appelée Jenny Geddes. Quand David Lindsay, récemment nommé évêque d'Édimbourg, essaya de calmer l'inconvenant tumulte, il fut accueilli par des épithètes variées, dont un l'accusant d'être le fils du Diable et d'une sorcière.
Comme une grande vague causée par un rocher balaie un bassin tranquille, l'agitation se répandit depuis Édimbourg à tout le reste de l'Écosse. Montrose traduisit franchement les sentiments de ses pairs, quand il décrivit le Livre d'office « émergeant des entrailles de la prostituée de Babylone ». Robert Baillie, le pasteur de Kilwinning d'Ayrshire, exprima l'humeur de la nation en des termes plus mesurés :
« ‘the whole people thinks Poperie at the doores…no man may speak for the king’s part, except he would have himself marked for a sacrifice to be killed one day. I think our people possessed with a bloody devill, farr above any thing I could ever have imagined. »
— Robert Baillie, The Letters and Journals of Robert Baillie

« ...il n'y a jamais eu dans notre pays un tel émoi. Tous les gens pensent que le papisme est à nos portes...aucun homme ne peut parler pour le roi, sauf s'il s'est lui-même désigné pour le sacrifice de sa vie. Je pense que notre peuple est possédé par un démon sanglant, bien au-dessus de tout ce que j'aurais pu imaginer. »
— The Letters and Journals of Robert Baillie
Il est parfaitement clair que le Conseil privé était pleinement conscient du ressentiment qu'allait provoquer la lecture du livre. Dans les semaines qui suivirent, il se retrouva dans une position presque impossible, pris entre la colère du roi et la détermination de l'opposition, car il devait faire face maintenant à une opposition aussi organisée que ne l'étaient les Lords de la Congrégation avant la Réforme.

## Le covenant du noble
Des pétitions hostiles à la politique cléricale du roi arrivèrent à Édimbourg depuis toute l'Écosse. Beaucoup d'entre elles partageaient un thème commun : les innovations en matière de religion devaient être approuvées soit par le Parlement, soit par une assemblée générale de l'Église. Face à l'ampleur de l'opposition, le Conseil, de sa propre initiative, suspendit la lecture de la Liturgie de Laud, et fit des efforts répétés pour faire prendre conscience au roi de l'importance de la crise. Fidèle à son caractère, celui-ci refusa d'écouter. Par degrés, les esprits s'échauffèrent. Il est presque certain que la crise aurait pu être évitée avant la fin de l'été 1637 en convoquant d'urgence une assemblée générale, en retirant le livre de prières, et en concoctant quelques formules habiles destinées à préserver la dignité royale. Charles, pourtant, n'était pas préparé à céder sur aucune de ces questions, choisissant de se retrancher derrière sa propre autorité et majesté. Mais cela était trop tard; bientôt c'était le rôle des évêques et du gouvernement royal qui étaient contestés, et pas seulement le livre de prières. Charles avait transformé une protestation en rébellion, et bientôt une rébellion en révolution.
Mais en coulisse, une autre autorité prenait déjà forme. En ce mois de décembre, les différentes classes de protestataires, les nobles, les pasteurs, les propriétaires fonciers et les bourgeois, se rassemblèrent pour former un conseil exécutif connu sous le nom de « Les Tables ». Bientôt les Tables eurent dans le pays une autorité plus grande que celle du Conseil privé lui-même.
L'infortuné et très critiqué Traquair reçut finalement la permission, à la nouvelle année, de rendre compte directement au roi. Il dit à Charles, avec une franchise louable, qu'il devait soit abandonner la liturgie, soit venir en Écosse avec une armée de 40 000 hommes. Au lieu d'une armée, le roi lui donna une autre proclamation. Croyant toujours, après tous les troubles de l'année précédente, qu'une simple affirmation de la volonté royale serait suffisante pour dissiper l'opposition, Charles prit la plus funeste mesure qui fût. Il décida de mettre clarifier les choses : c'était lui et non Laud ou un autre évêque qui était responsable du livre d'office. Il n'était alors plus possible de s'en prendre à de « maléfiques conseillers ». Charles défiait directement les Tables, s'attendant fermement à leur renoncement. Malheureusement pour lui, ils ne renoncèrent pas.
Quand la nouvelle proclamation fut lue à Édimbourg le 22 février, elle fut accueillie avec dérision, pas avec révérence. Pour répondre à cet autre exemple d'aveuglement royal, les Tables franchirent une des étapes les plus importantes de l'histoire écossaise. La réponse fut donnée au roi sous forme d'une longue adresse connue sous le nom de « National Covenant ». Fondée sur la 'Confession négative' de 1581, elle est aussi largement connue sous le nom de 'Covenant du noble', qui fournit quelques indications sur les forces derrière ce mouvement.

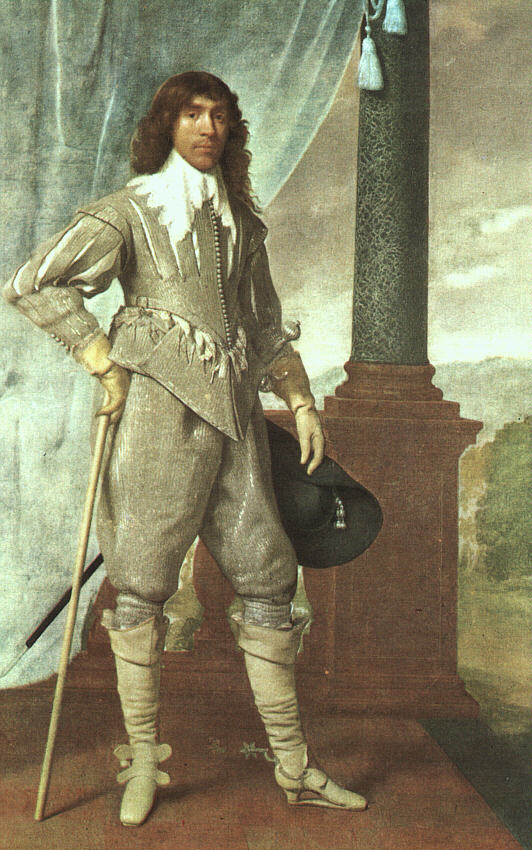
Le duc d'Hamilton

La rédaction de ce document fut confiée à Alexander Henderson, le pasteur de Leuchars dans le Fife, et à un jeune juriste, Archibald Johnston of Warriston. Les deux hommes se mirent à la tâche avec un soin extraordinaire. Ce document ne devait pas être jugé trop radical, car il y avait, par exemple, toujours beaucoup de pasteurs qui n'étaient pas convaincus que l'épiscopalisme était contraire à la loi divine. Ce document contenait en son cœur un principe simple, mais profondément révolutionnaire, qui ne fut peut-être pas suffisamment reconnu en son temps : il ne devrait pas avoir d'innovations dans l'Église et dans l'État, qui n'auraient été préalablement examinées par des parlements libres et des assemblées générales. Le 28 février, la signature du nouveau covenant commença à Greyfriars Kirk (en). C'était l'arrêt de mort du droit divin des rois. Les ennemis de Charles avaient acquis un nouveau nom : les Covenantaires.
Dans le courant de l'année qui suivit, la situation, qui était déjà mauvaise pour le roi, continua à se dégrader. Suivant le conseil du marquis d'Hamilton, Charles autorisa la tenue d'une assemblée générale à Glasgow en novembre, la première depuis celle tenue à Perth vingt ans plus tôt. Il n'est pas parfaitement clair de savoir ce qu'Hamilton, piètre homme politique, visait en permettant cette assemblée, mais le résultat fut contraire à toutes les attentes. Non seulement les évêques, personnages alors pourchassés, qui apparaissaient rarement en public, furent empêchés d'y assister, mais toute l'affaire fut si bien organisée que l'assemblée fut remplie à craquer avec autant d'anciens, dont beaucoup étaient armés, que de pasteurs. Hamilton, qui avait perdu tout contrôle, s'en alla. L'assemblée, devenue alors techniquement illégale, continua de siéger jusqu'au 20 décembre. Ses séances montrèrent combien les sentiments s'étaient radicalisés depuis le covenant signé en février. Tout ce sur quoi Jacques et Charles avaient travaillé depuis plus de quarante années, la liturgie, le Canon, les Cinq Articles de Perth et la « Court of High Commission », tout fut balayé. Bien plus significatif, l'épiscopalisme lui-même fut aboli, et les évêques condamnés et excommuniés un à un. Le presbytérianisme fut déclaré le seul vrai gouvernement de l'Église d'Écosse. Ceci, il faut le signaler, était une révolution autant politique qu'ecclésiastique, car les évêques furent condamnés non pas juste comme des officiels de l'Église, mais aussi comme des officiers de la couronne. L'historien Leopold von Ranke compara plus tard le défi de l'assemblée de Glasgow au moment où, un siècle et demi plus tard, l'Assemblée nationale française résista aux injonctions de Louis XVI.

## Bellum Episcopalae: la guerre des évêques
Après l'échec de la mission d'Hamilton, accentué par le fiasco de l'assemblée de Glasgow, il était clair que les différends entre le roi et les Écossais ne pourraient plus être résolus par des voies diplomatiques. Cependant pour Charles, la guerre comportait un risque majeur : il n'avait tout simplement pas les ressources lui permettant de monter une opération militaire sérieuse. Obtenir des fonds voulait dire convoquer le Parlement. Mais, depuis onze ans, le roi dirigeait seul l'Angleterre, et la dernière convocation du Parlement avait été loin de lui être favorable. De plus, les Écossais furent assez habiles pour garder une longueur d'avance sur le roi dans la guerre de propagande, conscients qu'ils étaient que tout conflit avec l'Angleterre serait pris dans le contexte des vieilles rivalités nationales. Le simple titre du conflit à venir donne la mesure de leur adresse ; à l'été 1639, on parla de Bellum Episcopalae, de guerre des évêques. Alors qu'il aurait probablement eu des Anglais prêts à répondre à des trompettes lointaines, il y en avait bien peu prêts à mourir pour des évêques écossais.
Lors de la première guerre des évêques de 1639, les deux camps donnèrent toutes les apparences de coqs de basse-cour : du bruit et de la frénésie qui ne signifient rien. Cet épisode se conclut par la paix de Berwick, un accord sans accord, qui était à peine mieux qu'un moment de répit. Les covenantaires acceptèrent d'annuler les décisions de l'assemblée 'illégale' de Glasgow, tandis que Charles acceptait la tenue d'une nouvelle assemblée à Édimbourg, en même temps qu'un nouveau Parlement. Il était évident pour les deux camps qu'Édimbourg allait simplement confirmer toutes les décisions prises à Glasgow.
Charles eut néanmoins un petit succès à Berwick : il gagna à sa cause Montrose, jusque-là un des chefs des covenantaires. Le charme royal n'en fut pas la seule raison. Au moment de l'assemblée de Glasgow, Lord Lorn, alors huitième comte d'Argyll, abandonna sa place au Conseil privé et rejoignit les rebelles. En tant que principal écossais de sa génération, il acquit rapidement un rôle de commandement, supplantant des hommes comme Montrose. Des rivalités personnelles, ainsi que des hostilités politiques, allaient conduire à la première fracture sérieuse au sein du mouvement.
Comme il fallait s'y attendre, l'assemblée d'Édimbourg confirma toutes les décisions prises à Glasgow l'hiver précédent. Mais elle fit plus encore, en révélant les causes véritables du conflit avec le roi. Ce n'était plus une lutte au sujet de simples différences confessionnelles, ni même une question de gouvernement de l'Église. Il s'agissait de la nature même du pouvoir politique. Non seulement l'épiscopalisme était aboli, mais les hommes d'église étaient déclarés incapables de tenir une charge publique. Pire du point de vue du roi, la nomination des évêques était déclarée pas seulement mauvaise en pratique, mais aussi contraire à la loi de Dieu. Charles avait accepté l'argument de Traquair, qui pensait que l'épiscopalisme devait être temporairement mis de côté en Écosse. Mais déclarer l'épiscopalisme contraire aux Écritures signifiait que son rejet ne serait limité ni par le temps, ni par l'espace. Et si l'épiscopalisme était universellement illicite, comment pourrait-il être maintenu en Angleterre et en Irlande ?
L'assemblée d'Édimbourg ne se montra pas moins radicale. Les Lords des Articles, un corps qui contrôlait l'ordre du jour, fut modifié, donnant plus de voix à la petite gentry et aux bourgeois, et retirant la contribution royale directe. En tant qu'institution, le Parlement se modifia lui-même, et, dans le cours des quelques années suivantes, il allait faire le chemin qui avait demandé des siècles à son homologue anglais. Tous les actes de l'assemblée générale allaient avoir valeur de loi. Le Parlement d'Édimbourg avait en effet confirmé une révolution : en Écosse, le pouvoir royal, tel qu'il était traditionnellement compris jusque lors, était mort. Il était impossible pour Charles d'accepter une telle situation, même s'il avait partagé cette opinion. Il ne pouvait en effet régner en monarque absolu dans une partie de son royaume, et en monarque constitutionnel dans une autre. En Angleterre, la situation était particulièrement injuste à cause de sa plus longue tradition de lois constitutionnelles. Pour Charles, convoquer un nouveau Parlement à Westminster avant cette guerre des évêques aurait été une entreprise risquée, mais le faire après l'assemblée et le parlement d'Édimbourg devenait une démarche suicidaire.
Comme Charles se préparait à une reprise de la guerre pendant l'été de 1640, les Écossais opérèrent un mouvement rapide et décisif. Sous le commandement d'Alexander Leslie, un soldat professionnel, une armée franchit la frontière en août, balayant les troupes royales locales à la bataille de Newburn, puis poursuivant jusqu'au port de Newcastle, elle bloqua l'approvisionnement en charbon de Londres. La seconde guerre des évêques, à peine commencée, était quasiment terminée. Charles fut contraint d'accepter une trêve, aux termes de laquelle il devait payer les dépenses quotidiennes de l'armée écossaise, qui resterait dans le nord de l'Angleterre en attendant la conclusion définitive de la paix. Charles n'avait pas d'autre choix que de convoquer un nouveau Parlement, qui se réunit à Westminster le 3 novembre. Ceci était le début du Long Parlement de la guerre civile, qui ne se dispersa qu'en 1653, après avoir glané la tête du roi en chemin. La crise, qui avait débuté en Écosse, contribua à l'embrasement de la guerre des Trois Royaumes, qui dura de 1641 à 1653, et qui inclut la guerre civile anglaise, les guerres confédérées irlandaises et une guerre civile en Écosse.

## Ligues et covenants
Dans les semaines et les mois qui suivirent la fin de la seconde guerre des évêques et la convocation du Long Parlement, les Écossais regardèrent les Anglais s'enfoncer de plus en plus dans des imbroglios politiques. Ce que Charles gagnait d'une main, il le perdait inévitablement de l'autre. Il a été parfois avancé que les covenantaires souhaitaient remanier l'ensemble de la Grande-Bretagne selon leur propre image presbytérienne. Il est certain que, depuis 1641, ils avaient appuyé une réforme totale de l'Église anglaise, bien que ce ne fût pas pour les raisons généralement invoquées. Les Écossais étaient aussi conscients que le roi qu'un règlement politique et religieux dans une partie du royaume ne pouvait se maintenir parfaitement à l'écart des autres. Pour eux c'était donc, par-dessus tout, une question de sécurité.
Le premier des royaumes des Stuart à sombrer dans la guerre civile fut l'Irlande, où, les Irlandais catholiques, poussés en partie par la rhétorique anticatholique des covenantaires, déclenchèrent une rébellion en octobre 1641. En réaction à la proposition de Charles et de Thomas Wentworth (1593-1641) de lever une armée d'Irlandais catholiques pour réprimer le mouvement covenantaire en Écosse, le Parlement écossais aurait menacé, d'après Richard Bellings, secrétaire de la Confédération irlandaise, d'envahir l'Irlande pour réaliser « l'extirpation du papisme d'Irlande ». La peur que cela causa en Irlande déclencha une vague de massacres de colons protestants, anglais et écossais, au moment où la rébellion éclatait. Au début de 1642, les covenantaires envoyèrent une armée en Ulster, afin de protéger les colons écossais des Irlandais catholiques. L'intention première de l'armée écossaise était de reconquérir l'Irlande, mais à cause de problèmes de logistique et d'approvisionnement, elle ne fut jamais en mesure de progresser au-delà de sa base, dans l'est de l'Ulster. Les forces covenantaires restèrent en Irlande jusqu'à la fin des guerres civiles, confinées dans leur garnison autour de Carrickfergus après leur défaite à la bataille de Benburb par l'armée irlandaise d'Ulster en 1646.
Lors du déclenchement de la guerre civile anglaise en 1642, les Écossais adoptèrent tout d'abord une position de neutralité, tout en craignant davantage une victoire du roi qu'une victoire du Parlement. Lorsqu'en 1643, Charles se vit près de gagner, il était temps d'intervenir. Pour la fin de l'été, les covenantaires d'Édimbourg étaient devenus aussi impatients que les puritains de Westminster d'aboutir à une alliance purement militaire. Pourtant le Parlement anglais crut que sa demande d'aide devait être agrémentée de la promesse de réformer l'Église d'Angleterre. Pour cela, les Écossais furent invités à envoyer des représentants à Westminster. Ceci allait être à la base d'un grave malentendu. En réunissant des questions de réforme religieuse et d'alliance militaire, le Parlement fit apparaître un spectre qui allait conduire au désastre.
La délégation parlementaire, conduite par Sir Harry Vane arriva à Édimbourg le 7 août, prenant contact avec le gouvernement et l'assemblée générale à Saint-Gilles. Vane informa l'assemblée que le Parlement avait aboli l'épiscopalisme, et l'invita à envoyer des délégués à l'assemblée de Westminster, qui avait été convoquée pour rebâtir l'Église d'Angleterre.
Dans leur hâte mutuelle à conclure l'affaire, les deux camps s'engagèrent dans une alliance connue sous le nom de « Solemn League and Covenant ». Vane, qui avait soulevé la possibilité d'une uniformité religieuse entre l'Écosse et l'Angleterre, vérifia que le document, rédigé comme celui de 1638 par Alexander Henderson, ne comportait aucun engagement définitif pour le système anglais. La forme finale du gouvernement de l'Église en Angleterre fut laissée délibérément vague, grâce à l'insertion, sur l'insistance de Vane, « qu'elle s'accorderait sur la parole de Dieu et sur l'exemple des meilleures églises réformées ». L'Angleterre désirait une alliance militaire; les Écossais avaient été amenés à croire que les Anglais pourraient avoir aussi un covenant religieux. Ce furent là les graines de la tragédie.
Les Écossais croyaient alors qu'ils allaient entrer en Angleterre pour imposer un système religieux conforme à leurs propres idées, exactement ce que le roi Charles avait essayé si désastreusement de leur faire en 1639 et 1640. Mais il n'y avait en Angleterre aucun parti désireux de soutenir l'établissement du presbytérianisme, du moins dans le sens que l'entendaient les Écossais. Pourtant, pendant tout le reste de la guerre civile jusqu'à l'invasion de l'Angleterre en 1651, les Écossais essayèrent de gagner d'un côté, puis de l'autre pour atteindre leur but, tout en devenant de plus en plus divisés.

## Rebelles et causes
Une première révolte eut lieu en 1639 dans la région de Grampian en Écosse, quand William Keith et Montrose menèrent une armée covenantaire de 9 000 hommes à travers Portlethen Moss (en), le long d'une ancienne route appelée Causey Mounth (en),, afin d'attaquer les royalistes au pont de Dee. Cette route passait par les châteaux de Cowie et de Muchalls, cette dernière place allant devenir plus tard un important point de rassemblement lors du conflit avec les évêques d'Aberdeen.
L'intervention écossaise fit pencher la balance en faveur du Parlement, mais un danger ne s'était pas plus tôt éloigné, qu'un nouveau apparaissait. Les Écossais avaient combattu aux côtés de Cromwell à la bataille de Marston Moor en juillet 1644, et avaient contribué de façon décisive à la victoire. Pourtant Cromwell et ses alliés furent prompts à en revendiquer la plus grande part du mérite. Ceci aurait pu être blessant, mais bien pire fut l'étroite association entre les généraux anglais et des groupes de religieux radicaux, les Indépendants, qui avaient un égal mépris pour les évêques et les presbytériens. Avec le temps, les Indépendants et les autres sectes religieuses et politiques en Angleterre allaient devenir un sujet d'inquiétude plus grand que les évêques ne l'avaient jamais été.
Comme d'habitude, les soucis ne viennent jamais seuls, mais par bataillons. La rupture entre Argyll et Montrose s'était agrandie avec les années. Tout en affirmant son apparente appartenance au National Covenant de 1638, Montrose avait pris la tête de la rébellion pro-royaliste, et fut peu après rejoint par un corps expéditionnaire dépêché par la Confédération irlandaise, composé de troupes catholiques irlandaises et d'hommes des clans des Highlands, conduit par Alasdair MacColla. Les royalistes possédaient quelques soutiens, spécialement parmi les clans de l'ouest des Highlands et les villes du nord-est, mais la majeure partie des Lowlands leur était hostile. Les royalistes de Montrose connurent leur première victoire à la bataille de Tippermuir en septembre 1644, peu de temps après la bataille de Marston Moor, démarrant ainsi la guerre civile en Écosse. Les covenantaires firent l'erreur stratégique de maintenir la présence de la plupart de leurs soldats professionnels en Angleterre, envoyant, armée après armée, des troupes mal entraînées contre Montrose avec des résultats prévisibles. Après une année de victoires continues, Montrose marcha sur les Lowlands en août 1645, gagnant la bataille de Kilsyth et le contrôle provisoire de l'Écosse. Mais les forces royalistes se séparèrent à cause de désaccords internes entre Montrose et MacColla. Il fallut attendre le retour d'Angleterre du général David Leslie avec de la cavalerie, pour que l'illusion s'achevât à la bataille de Philiphaugh le 13 septembre 1645.
En Angleterre, la guerre civile tournait nettement en faveur du Parlement, spécialement après la création de la New Model Army. L'armée écossaise, privée des fonds et du soutien promis dans le « Solemn League and Covenant », devint de moins en moins performante, n'apportant qu'une mince contribution à la victoire finale contre le roi. La situation allait changer de façon spectaculaire au printemps 1646, quand Charles se rendit aux Écossais qui assiégeaient la place forte royaliste de Newark. La New Model Army avait pu obtenir la victoire militaire, mais la victoire politique aurait pu être celle des covenantaires. 
Charles fut amené à la principale base écossaise de Newcastle, où il fut détenu une grande partie de l'année, pendant que des efforts répétés furent faits pour le persuader d'adhérer au Covenant. Il demeura inflexible, ce qui priva les Écossais d'une victoire politique. Sans autre recours, le roi fut finalement remis entre les mains des commissaires du Parlement en janvier 1647, car les Écossais devaient quitter Newcastle pour la dernière fois. Ils reçurent le paiement partiel du service de leur armée en Angleterre, créant la confusion durable que Charles avait été « vendu ». Néanmoins, ils étaient venus en Angleterre comme des partenaires d'une grande croisade, ils repartirent comme des mercenaires.

## Les Engagers et les Whiggamores
L'année 1647 est remarquable pour deux choses : elle vit la montée du radicalisme politique en Angleterre et du contre-radicalisme politique en Écosse. Le lien entre ces deux phénomènes était le kidnapping du roi réalisé par Cornet George Joyce, agissant au nom de Cromwell et du commandement de la New Model Army. Charles fut amené plus près de Londres, tandis qu'en Écosse, la direction politique passa d'Argyll à Hamilton. C'était le début d'un processus qui allait diviser le mouvement covenantaire en radicaux cléricaux d'une part, et en hommes politiques modérés d'autre part.
Hamilton s'était imposé une tâche impossible : obtenir de Charles un accord qui serait conforme aux principes des covenantaires. Tout ce qu'il finit par obtenir fut un traité militaire, avec quelques nuances religieuses, qui ressemblait beaucoup au « Solemn League and Covenant » lui-même. Le 26 décembre, pendant son incarcération au château de Carisbrooke, sur l'île de Wight, Charles signa un traité connu sous le nom d'« Engagement ». Il ne prendrait pas le Covenant lui-même, mais il établirait le presbytérianisme en Angleterre dans un délai de trois ans. Il acceptait aussi d'éliminer les Indépendants et les autres sectes. En retour, on lui promettait une armée.
Quand la totalité du texte de l'Engagement fut connue en Écosse, une division majeure se créa entre l'Église et l'État. La plupart de la noblesse —à l'exception d'un petit groupe autour d'Argyll— se rangea du côté d'Hamilton, tandis que la plupart du clergé refusa d'accepter l'acquiescement hésitant et manifestement feint de Charles pour le presbytérianisme. Ceci causa d'importants problèmes quand les Engagers, les partisans de l'Engagement, commencèrent à recruter une armée. La résistance fut particulièrement forte dans le sud-ouest de l'Écosse, qui se révéla rapidement le bastion du presbytérianisme le plus intransigeant. Bien qu'un soulèvement de militants dans le Lanarkshire et l'Ayrshire fût défait à la bataille de Mauchline Muir, les retards et les perturbations engendrés forcèrent Hamilton à pénétrer en Angleterre avec une armée bien en dessous de la force escomptée. À la mi-août, les Engagers furent mis en pièces par Cromwell à la bataille de Preston.
Dès que la nouvelle de la défaite atteignit l'Écosse, les communautés du sud-ouest prirent les armes, et marchèrent sur Édimbourg dans ce qui a toutes les apparences d'un plan soigneusement coordonné. Pendant la marche, on remarqua que les gens de la campagne utilisaient le mot « whiggam » pour faire avancer leurs chevaux, et cet épisode passa dans l'histoire sous le nom de « raid Whiggamore ». Les Whigs, avec leur intransigeante pureté, allaient devenir les piliers essentiels d'un nouveau gouvernement, dirigé par Argyll et par ce qui est maintenant appelé le Kirk Party.

## Classes et rois
Au début de janvier 1649, un nouveau Parlement covenantaire se réunit à Édimbourg, baignant dans la gloire du Raid Whiggamore. Un « Act of Classes » fut voté, excluant de la tenue de charges publiques les principaux Engagers. Toutes les lois du précédent Parlement furent abrogées, et il fut déclaré que le soulèvement de Mauchline Muir était 'non seulement légitime, mais témoignait avec dévouement et loyauté de la vérité du Covenant'. Cependant l'assemblée était aussi profondément troublée par les faits nouveaux se déroulant à Londres.
Après la défaite des Engagers et des autres soulèvements royalistes pendant la seconde guerre civile anglaise, les radicaux décidèrent de traduire le roi en justice. En préliminaire à cette action, les presbytériens anglais furent exclus de la Chambre des Communes. Le Comité des États, l'exécutif du Parlement écossais, écrivit à Londres, exhortant qu'aucune action ne fût prise à l'encontre du roi. Des commissaires écossais arrivèrent dans la capitale anglaise, et, en trois occasions séparées, ils dénoncèrent la procédure contre Charles. Rien ne fut efficace, même un appel écrit en dernière minute à Thomas Fairfax, le commandant en chef de la New Model Army. Un Charles quitta la scène, un nouveau le remplaça.

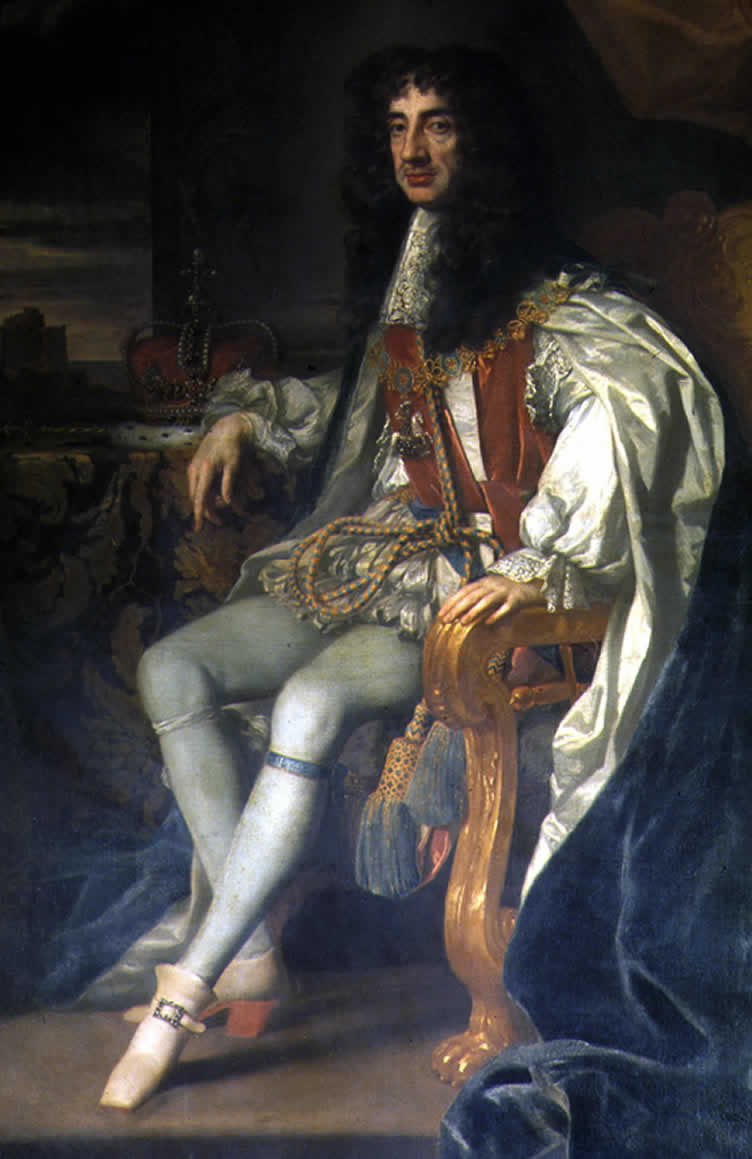
Dès 1649, Charles II fut proclamé roi d'Écosse.

Quand la nouvelle de la mort du roi atteignit Édimbourg, son fils fut immédiatement proclamé comme Charles II. Mais le Kirk Party ne voulait plus accepter de faux-fuyant hésitant comme lors de la signature de l'Engagement : Charles viendrait en Écosse en tant que roi adhérent au covenant ou il ne viendrait pas du tout. Les termes aussi devinrent plus durs, sans les ambiguïtés du Solemn League and Covenant. L'Église anglaise – et irlandaise – ne serait réformée que par le presbytérianisme écossais.
Pour le jeune roi en exil à La Haye, ces demandes étaient à la fois déraisonnables et illégales. Le 29 mai 1649, il dit aux commissaires écossais à La Haye, qu'il accepterait le National Covenant, la Confession de foi et le gouvernement presbytérien en Écosse, mais qu'il ne donnerait aucune assurance quant au gouvernement de l'Église en Angleterre et en Irlande, tant qu'il n'aurait pas consulté les parlements de ces pays. Tout en étant raisonnable en soi, c'était moins que ce que son père avait promis dans l'Engagement. Déçus, les commissaires retournèrent en Écosse. Charles restait roi, mais de nom seulement.
Montrose tenta de reprendre la guerre contre les covenantaires de son propre chef, mais il fut battu le 27 avril 1650 à la bataille de Carbisdale. Il fut exécuté le mois suivant. Finalement, et sans autre choix, Charles reprit avec les Écossais en juin 1650 des négociations, qui se conclurent par le traité de Breda. Il arriva en Écosse en juin 1650, ayant accepté l'ensemble du Covenant. Si le roi fut assez cynique de prêter un serment qui était clairement contraire à sa conscience, les covenantaires l'étaient tout autant en le forçant à le faire. Même Alexander Jaffray, un membre convaincu du Kirk Party, eut l'intelligence de le reconnaître, lorsqu'il nota dans son journal :
« We did both sinfully entangle and engage the nation ourselves and that poor, young Prince to whom we were sent, making him sign and swear a Covenant which we knew from clear and demonstrable reasons that he hated in his heart. »
— Alexander Jaffray, Diary of Alexander Jaffray

« Nous avons entraîné et engagé de façon coupable la nation, nous-mêmes et ce jeune et pauvre prince vers qui nous avons été envoyés, pour le faire signer et jurer un Covenant, dont nous savons de façon claire et démontrable qu'il le hait dans son cœur. »
— Diary of Alexander Jaffray

## L'Écosse du Covenant
Charles fut logé au palais de Falkland avec tout l'apparat royal. Il n'était pourtant roi que de nom. Les plaisirs de son exil hollandais, tout limités qu'ils eussent été, s'effacèrent de sa mémoire lorsqu'il se trouva confronté aux réalités spartiates d'une Écosse soumise au covenant. Selon Clarendon, il devait observer le Sabbat avec plus de rigueur que les Juifs. Plus tard, Gilbert Burnet décrivit le supplice du jeune roi :
« The King wrought himself into as grave a deportment as he could: He heard many prayers and fermons, fome of a great length. I remember in one fast day there were six sermons preached without intermission. I was there myself, and not a little weary of so tedious a service. He was not allowed to walk abroad on Sundays ; and if at any time  there had been any gaiety at court, as dancing or playing  at cards, he was severely reproved for it ; which contributed  not a little to beget in him an aversion to all strictness in  religion. »
— Gilbert Burnet, Bishop Burnet's History of His Own Time

« Le roi se forgea un maintien aussi grave qu'il put : il entendait de nombreuses prières et sermons, certains de grande longueur. Je me souviens d'un jour de jeûne, où il y eut six sermons prêchés sans une interruption. J'étais là moi-même, et pas qu'un peu las d'un office aussi ennuyeux. Le roi n'était même pas autorisé à marcher au-dehors le dimanche, et si, à tout moment, il y avait un peu de gaieté à la cour, comme des danses ou des jeux de cartes, il en était sévèrement réprimandé. Cette organisation si rigoureuse et si peu discrète contribua pour beaucoup à son aversion pour toute sévérité en religion. »
— Bishop Burnet's History of His Own Time
Charles n'avait que vingt et un ans, et il semble indéniable, comme le suggère Burnet, que ce qu'il apprit à cette époque ne fut pas la piété et la noblesse d'esprit, mais au contraire le cynisme et le calcul qu'il allait employer plus tard dans toute sa politique religieuse.
Cette période, située juste avant l'invasion de Cromwell, est importante à un autre point de vue : les personnes influentes comme Argyll perdaient peu à peu de leurs pouvoirs au Parlement au profit de voix plus radicales, la plus violente étant celle d'Archibald Johnstone de Warriston, qui aurait pu[évasif] être décrit avec justesse comme le Robespierre de la révolution écossaise. Peu après que Charles débarqua, le Commonwealth anglais déclara la guerre à l'Écosse. Les covenantaires devaient réunir au plus vite une armée nationale. De façon étonnante, même en plein milieu de cette crise, une partie du Parlement s'opposa à la levée de troupes, pensant que beaucoup de personnes favoriseraient le roi, et qu'un enrôlement rapide ne garantirait pas le standard moral requis des hommes. Le Kirk Party craignait aussi que de prétendus 'malfaisants', plus prêts à se battre pour le roi et le pays que pour le Covenant et le roi, pussent se glisser parmi les rangs. Pour faire accepter le recrutement, ses partisans durent accorder la nomination d'une nouvelle commission, incluant Warriston, chargée d'épurer l'armée.
Cromwell franchit la frontière en juillet, aussi il était temps de s'inquiéter. Les soldats écossais nouvellement engagés, assemblés à Leith, reçurent la visite de Charles destinée à renforcer leur moral. Ceci fut trop pour Warriston, qui craignit que Dieu, témoin de leur enthousiasme, n'en fût jaloux. Charles fut obligé de retourner à Dunfermline, pendant que la commission se mit au travail, pratiquement à portée de souffle de Cromwell : en l'espace de trois jours, pas moins de 80 officiers et 3 000 hommes furent renvoyés chez eux, tandis qu'Argyll et Leslie faisaient de leur mieux pour modérer quelques-uns des pires excès des purgeurs. Le 3 septembre 1650, la pieuse armée de Leslie fut écrasée à la bataille de Dunbar. Les Anglais étaient alors prêts à envahir tout le sud de l'Écosse, les royalistes s'étant retranchés au nord, à partir de Stirling.

## Protestations et résolutions
Pour l'Écosse, la bataille de Dunbar allait marquer la fin d'une période de dissensions particulièrement austère. La nation se réveilla brusquement avec une humeur sinistre, peut-être nulle part mieux décrite que dans le journal de John Nicoll :
« ... avant que cette armée ne fût mise en déroute, il y eut beaucoup de choses faites pour purger en l'espace de quelques jours l'armée des malfaisants... la nuit même avant la bataille, nos chefs écossais continuaient à purger l'armée, comme s'il n'y avait aucun danger. »
Le goût du réalisme fit même son chemin dans le Kirk Party lui-même. Le sud étant occupé par les Anglais, des troupes fraîches ne pouvaient être recrutées que dans les Highlands et dans le nord-est, régions marquées par leurs sympathies royalistes. Il était donc absolument nécessaire que l'« Act of Classes » fût annulé. En décembre 1650, sous la pression du gouvernement, la Commission de l'assemblée générale vota une résolution contre cet acte. La scission de 1648 entre les ecclésiastiques et l'État allait se reproduire à l'intérieur de l'Église elle-même. Warriston et les puristes déposèrent une protestation écrite contre cette résolution. Les pasteurs qui acceptaient la résolution étaient nettement majoritaires, mais les protestataires formèrent une minorité active et turbulente. La lutte entre les Resolutioners et les Protestors allait obscurcir le futur.
L'Act of Classes fut mis de côté et une nouvelle armée levée. Charles fut finalement couronné à Scone le 1er janvier 1651, et il commença à exercer quelques réels pouvoirs. Mais les royalistes n'eurent pas plus de chance qu'auparavant. Charles fut battu à la bataille de Worcester, et il ne s'échappa qu'en reprenant le chemin de l'exil, pendant que l'Écosse était conquise, puis incorporée dans le Commonwealth. Toutes les perspectives d'une Église britannique uniforme, épiscopale ou presbytérienne, disparaissaient; le monolithe de 1638 était mort. Sans plus de Parlement pour entériner les décisions de l'assemblée générale, les divisions dans le Kirk Party entre les Resolutioners majoritaires et les Protestors minoritaires s'amplifièrent encore. Ce furent les Protestors qui préservèrent l'esprit intransigeant de 1638 et du raid whiggamore, refusant de reconnaître l'autorité des assemblées générales à partir de 1651, car elles étaient dominées par une majorité modérée. Quand, en juillet 1653, les Protestors et les Resoluters tinrent des assemblées générales rivales à Édimbourg, elles furent toutes les deux dispersées par le lieutenant-colonel Cotterel et un détachement de mousquetaires anglais. Il fallut attendre près de quarante ans pour qu'une autre assemblée se réunît de nouveau.

## Restauration et réaction
Peu de temps après la restauration de la monarchie en 1660, une bannière fut déployée à Linlithgow, portant l'inscription :
« From covenanters with uplifted hands,

From remonstrators with associate bands,

From such committees as governed this nation,

From kirk commissions and their protestation,

Good Lord deliver us. »
« Des covenantaires avec leurs mains levées,

Des protestataires et leurs bandes associées,

De tous ces comités gouvernant la nation,

Des commissions kirk et de leurs protestations,

Délivrez-nous, Seigneur. »
En quelques lignes, ces vers de mirliton illustrent le sujet politique principal de toute cette période de la restauration : en 1638, la noblesse avait embrassé la cause du covenant pour se débarrasser de leurs rivaux ecclésiastiques gênants. Ils finirent avec une Église bien plus exigeante que le vieil épiscopalisme ne l'avait jamais été. Pour eux, la Restauration était aussi une réaction contre toutes les prétentions cléricales et contre l'obligation des covenants et des résolutions de toutes sortes. Associations et souvenirs passés désagréables furent nettoyés à la manière des écuries d'Augias : Argyl et Warriston furent exécutés, et les deux Covenants furent déclarés sujets de trahison. L'épiscopalisme fut restauré, mais pratiquement sans aucune des prétentions politiques dont les évêques bénéficiaient avant 1638. Le nouveau covenant, tacite, n'était que pour les nobles.
La contre-révolution de 1661-62 fut, en grande partie, l'œuvre d'un seul homme, John de Middleton, haut-commissaire de Charles au Parlement écossais. Il mena cette contre-révolution moins par le besoin d'un apaisement dans l'Église que par une ambition personnelle, généreusement épicée de mesquine méchanceté. En prenant plus de temps, il aurait été possible à Charles de restaurer un épiscopalisme modifié avec considérablement moins d'ennuis que l'ouragan Middletone allait causer. Après tout, le Kirk Party, toujours âprement divisé entre Protestors et Resolutioners, n'était plus capable de parler d'une seule voix. De plus, il y avait beaucoup de pasteurs, comme James Sharp, partisans d'écoles de pensée plus conservatrices, qui auraient accepté le retour progressif des évêques. Jacques VI, avec bien plus d'habileté, avait pris le temps de recréer un épiscopalisme acceptable par la plupart. Middleton usa de ses pouvoirs et de son influence, contre l'avis de John Maitland, comte de Lauderdale, secrétaire d'État pour l'Écosse, non seulement pour contrôler le parti presbytérien mais aussi pour l'humilier.
Il doit être noté que la restauration de l'épiscopalisme diocésain, tel qu'il était avant 1638, n'était qu'une simple modification de l'organisation. Les innovations dans le culte et la liturgie, qui avaient conduit aux émeutes de 1637, en étaient absentes. De plus, Charles fut attentif à ce que les nouveaux évêques — parmi lesquels James Sharp, devenu en 1661 archevêque de Saint Andrews — ne fussent pas des rivaux de nobles, comme ce fut le cas au temps de son père. Sharp et ses collègues n'étaient pas, pour la plupart, des représentants d'une quelconque autorité spirituelle, ils étaient à peine plus que des fonctionnaires récompensés. C'était une solution inspirée d'Erastus au problème du Kirk, et, à ce titre, d'autant plus répugnant pour des presbytériens convaincus.

## Conventicules
La résistance à ce nouveau règlement fut intensément concentrée dans le sud-ouest de l'Écosse, précisément dans les régions d'où était parti le Raid Whiggamore. Là, beaucoup des pasteurs préférèrent quitter leurs paroisses plutôt que de se soumettre aux nouvelles autorités épiscopales. Tout comme les pasteurs, les congrégations s'en allèrent aussi, écoutant les sermons de leurs anciens pasteurs dans les collines. Tout d'abord petits groupes, ces assemblées en plein air, ou conventicules se transformèrent en grandissant en véritables problèmes d'ordre public. Pour tenter de supprimer ces rassemblements, les autorités employèrent des militaires, mais en nombre exagéré par rapport à la tâche. En novembre 1666, un petit incident à Galloway déclencha la première rébellion whig sérieuse de la Restauration. Après avoir renouvelé le Covenant à Lanark, et déclaré leur loyauté au roi, plusieurs centaines d'hommes armés s'avancèrent sur Édimbourg dans une tragique répétition du raid Whiggamore. Ils furent interceptés au sud-ouest de la ville, et défaits à la bataille de Rullion Green, sur les pentes des Pentland Hills, d'où le nom de « soulèvement de Pentland ».
Après une première étape de répression, une nouvelle politique plus clémente fut mise en place sous la conduite de Lauderdale, qui cumulait les postes de Secrétaire et de Haut-Commissaire, ayant remplacé Middleton quelque temps auparavant. La pièce maîtresse de cette politique était l'« Acte d'Indulgence » de 1669, qui permettait aux pasteurs exclus de revenir dans l'Église, sans avoir à se soumettre à l'autorité épiscopale. C'était un exercice politique habile, plus qu'un pur acte de tolérance, car il commença par séparer, une fois encore, les Resolutioners modérés des Protestors extrémistes, qui s'étaient retrouvés à la suite des actions maladroites de Middleton. 
La décision de réintroduire une dirigeance épiscopalienne dans l’Église d’Écosse suscita une rébellion presbytérienne dans le sud de l’Écosse en 1679 à l'issue de laquelle le roi massacre les covenantaires dans un épisode connu sous le nom de the Killing Time. Au cours de cette seconde rébellion whig, en 1679, déclenchée là aussi par des provocations militaires, les divisions entre les deux camps aidèrent beaucoup la victoire du gouvernement à la bataille de Bothwell Brig.
Les actions de Lauderdale, qui dépendaient de son humeur et des pressions auxquelles il était soumis, avaient tendance à osciller entre clémence et sévérité. Au pire de son humeur, il menaça de mort les pasteurs dissidents dans le « Clanking Act », alors que personne ne fut exécuté, ni même jugé. En 1678, irrité par l'entêtement des comtés de l'ouest, il invita quelques personnes très importunes à venir dans cette région. Les « hôtes des Highlands », généralement constitués d'unités militaires du nord plutôt que de véritables membres de clans, résidèrent là pendant un moment, et repartirent avec un large butin de pots et de casseroles, ayant généralement causé plus de peur que de mal. Après leur départ, les conventicules reprirent autant qu'avant. Le réel déclin de ce mouvement ne commença qu'après l'échec de Bothwell Brig.

## Les hommes de la Société et le temps des meurtres
En 1680, Jacques, duc de York, vint à Édimbourg comme Haut-Commissaire au Parlement d'Écosse, en remplacement de Lauderdale, malade. Vers le même moment, un autre homme arriva dans le royaume, différent à tous les points de vue. Son nom était Richard Cameron. Il avait été ordonné pasteur de l'Église écossaise de Rotterdam, et il était encore plus extrémiste que le vieux type de prêcheur de terrain, comme John Welsh ou Alexander Peden. Ces hommes avaient toujours gardé quelque respect à l'égard de la personne du roi, tandis que, chez Cameron, il n'y avait pas le moindre simulacre de loyauté envers Charles, qui était à la fois « l'ennemi de Dieu et un des plus infâmes adultères qui n'aient jamais existé ». Selon Cameron, Charles avait perdu ses droits au trône, quand il avait fait brûler les Covenants, et pour ceux qui l'avaient placé là :
« I think there was never a generation of more worthy men about an evil deed than the bringing home that abominable person from Breda in Holland to be again set up in Scotland. They have set up Kings, but not for me. »
« Je pense que jamais il n'y eut de génération d'hommes plus matérialiste par son action infâme, que celle qui fit venir de Breda cette abominable personne, pour la réinstaller en Écosse. Ils ont établi des rois, mais pas pour moi. Le pays ne les a pas approuvés lorsqu'ils ont accompli cela. »
Le presbytérianisme de Cameron, bien plus politisé et républicain, fut rejeté par la plupart des vieux prêcheurs de terrain, mais lui, au moins, réussit à s'attirer le soutien du vétéran Donald Cargill. Jamais plus qu'une petite minorité au sein de la communauté écossaise presbytérienne, les cameroniens refusèrent l'Acte d'Indulgence et toute autre forme de compromis avec l'État érastien. 
Les autorités commencèrent à être informées de cette nouvelle tendance en juin 1680 par la découverte d'un document connu sous le nom de « Quennsferry Paper », dans lequel il était proposé que la famille royale fût écartée et qu'une République fût établie. Ceci reçut une confirmation publique, lorsque, cette même saison, Cameron et ses partisans publièrent la « Déclaration de Sanquhar ». Une chasse à l'homme fut immédiatement déclenchée, et Cameron, à la tête d'un petit groupe de partisans armés, fut pourchassé et tué le 22 juillet 1680 à Airds Moss dans la vallée de la rivière Ayr. Deux ans plus tard, ce qui restait de son parti s'unit à des groupes aux idées semblables, formant les « Sociétés Unies de Correspondance », ce qui leur donna leur autre nom d'« hommes de la Société ».
Au début des années 1680, le grand mouvement covenantaire, qui s'était étendu à toute l'Écosse en 1638, s'était réduit à un petit groupe. Mais les autorités, comme c'est souvent le cas dans de telles circonstances, commencèrent à grossir le problème hors de proportion. Quand James Renwick sembla donner un nouveau souffle au mouvement mourant des conventicules, les autorités procédèrent à des examens de loyauté encore plus sévères, en considérant qu'il s'agissait de sédition politique et non plus de non-conformité religieuse. Ce fut le commencement de ce que l'historien Robert Wodrow appela le « temps des meurtres », qui resta associé à des gens comme John Graham de Claverhouse et à ses victimes, comme John Brown. Il était alors possible d'être tué en refusant simplement de dire « Dieu sauve le roi », bien que toute la période fût bien moins féroce que ne le laisse supposer son nom. 
En février 1685, Jacques II avait succédé à son frère Charles. En avril, lors de son premier Parlement, tenu à Édimbourg, le duc de Queensberry, agissant en tant que Haut-Commissaire, demanda une nouvelle législation pour éliminer les covenantaires. Son discours fut suivi par celui du comte de Perth, le Chancelier, qui lança une violente tirade contre les cameroniens :
« ... nous avons parmi nous une nouvelle secte surgie d'un tas de fumier, la plus basse lie du peuple, qui tue selon une prétendue inspiration... dont l'idole est ce maudit papier, le covenant... ces monstres attirent la honte publique sur la nation aux yeux de tous nos voisins étrangers... ils attirent la honte sur notre religion, et sont notre grande peste. »
Le Parlement continua à confirmer l'épiscopalisme comme la forme établie de gouvernement de l'Église. Il déclara que c'était une traîtrise de défendre les Covenants ou d'y adhérer, et, dans une nouvelle modification, il décréta la peine de mort pour tous ceux qui assisteraient aux conventicules. En réponse, les cameroniens tinrent leur propre assemblée à l'extérieur, à Sanquhar, le mois suivant, et publièrent une protestation contre l'accession au trône de Jacques, qui était décrit comme un meurtrier, un idolâtre et un sujet de l'Anti-Christ. Les cameroniens devaient faire face à leur cauchemar ultime, un roi catholique, qui était l'arbitre suprême dans toutes les affaires civiles et religieuses, le plus éloigné possible de ce que l'idéal covenantaire pouvait imaginer.
Dans la période qui suivit l'accession de Jacques, la plus grande peur des autorités était que les cameroniens fissent cause commune avec le rebelle Archibald Campbell, comte d'Argyll, ce qui explique pourquoi la politique de répression atteignit un tel pic d'intensité. Les exécutions sommaires se multiplièrent en avril et en mai 1685, pendant qu'Argyll faisait ses derniers préparatifs pour rentrer d'exil. Ce fut durant cette période que la plupart de ceux qui figurent sur les monuments généreusement éparpillés dans toute l'Écosse du sud, furent tués.

## Covenants et liberté
Pour l'été, le gouvernement avait pratiquement gagné la guerre contre les covenantaires. La plupart des gens avaient été forcés de rentrer dans l'Église officielle à cause des amendes infligées pour non-assistance aux offices. Les irréductibles, qui étaient alors une petite minorité, avaient été pour la plupart pendus, fusillés, déportés ou étaient décédés. Après la mort du légendaire Alexander Peden au début de 1686, seul James Renwick et une poignée de désespérés restaient, cherchant refuge de place en place. Les autorités commencèrent à se détendre, surtout après l'échec du soulèvement d'Argyll, et les martyres réguliers, une caractéristique du « temps des meurtres », diminuèrent de façon spectaculaire, une seule exécution sommaire ayant été enregistrée pendant toute l'année 1686. Comme la vieille tradition covenantaire s'éteignait, il est possible que l'Écosse aurait fini par accepter l'épicopalisme. Mais le destin s'était fixé un autre cours, qui allait conduire à la fin de la dynastie et au rétablissement du presbytérianisme.
L'Écosse prit peu, ou pas du tout, part à la crise finale du règne de Jacques II. En 1689, quelques hommes de la Société offrirent leurs services au nouveau gouvernement, et ils furent embrigadés dans le 26e régiment à pied, appelé le régiment cameronien. Mais beaucoup continuaient à rejeter Guillaume d'Orange parce qu'il n'avait pas adhéré au covenant. En juin 1690, le Parlement vota une loi établissant le système presbytérien de gouvernement de l'Église, avec la Confession de Westminster comme base de sa doctrine. Tous les pasteurs qui avaient été exclus depuis 1661 furent réintégrés, et une assemblée générale convoquée, la première depuis 1653. Malgré l'élection comme Modérateur de Hugh Kennedy, un des derniers Protestors, les membres confirmèrent docilement le règlement érastien. Personne ne défendit les covenants. Une nouvelle Église nationale avait été établie. Pour beaucoup, cela était suffisant.
Il y eut bien sûr des dissidents. Les évêques continuèrent à exister, à la différence du coup de balai de 1638. Privés de leurs fonctions politiques et sans le soutien de l'État, certains continuèrent à leur être fidèles, particulièrement dans les lowlands du nord-est. Le parti cameronien, qui doit maintenant être distingué du régiment, demeura en marge, s'intitulant la « Vraie Église d'Écosse ». Refusant de prêter le serment d'allégeance au monarque régnant, ils prirent peu part à la vie nationale pendant les années qui suivirent. En 1876, la plupart des presbytériens réformés d'Écosse entrèrent dans la « Libre Église d'Écosse », laissant peu de congrégations transmettre la tradition des covenants jusqu'à nos jours. Pourtant « l'Église réformée presbytérienne » prospère toujours en Irlande et en Amérique du Nord.

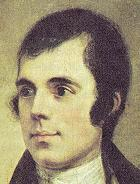
Robert Burns fit l'éloge des covenantaires en vers.

Robert Burns, imbu des traditions de son Ayrshire natal, allait payer par l'écriture son tribut au covenant :
Le Solemn League and Covenant
Coûta à l'Écosse des larmes et du sang,
Mais il scella la cause sacrée de la liberté.
Car esclave, le mépris, tu l'auras mérité.
« The Solemn League and Covenant

Now brings a smile, now brings a tear;

But sacred Freedom, too, was theirs:

If thou'rt a slave, indulge thy sneer. »
— Robert Burns, The Solemn League And Covenant

« Le Solemn League and Covenant

Coûta à l'Écosse des larmes et du sang,

Mais il scella la cause sacrée de la liberté.

Car esclave, le mépris, tu l'auras mérité. »
— The Solemn League And Covenant
À l'époque de Burns, les covenantaires constituaient une partie bien établie de la tradition écossaise radicale, une position qu'ils continuent, dans une certaine mesure, d'occuper encore de nos jours. Mais l'histoire et le mythe marchent souvent main dans la main en Écosse. La question de savoir si ce mouvement s'était vraiment engagé dans 'la cause sacrée de la liberté' est ouverte aux débats.